# Medalia „Apărător al Transnistriei”

Medalia "Apărător al Transnistriei"

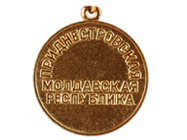
Reversul medaliei "Apărător al Transnistriei"

Medalia "Apărător al Transnistriei" (în rusă Медаль "Защитнику Приднестровья") este una dintre decorațiile auto-proclamatei Republici Moldovenești Nistrene. Ea a fost înființată prin decretul nr. 114 al președintelui RMN, Igor Smirnov, din data de 16 iunie 1993.

## Statut
1. Medalia "Apărător al Transnistriei" a fost înființată pentru recompensarea curajului personal, dovedit în timpul apărării Republicii Moldovenești Nistrene și pentru rezultate deosebite în îndeplinirea sarcinilor militare. 
2. Cu Medalia "Apărător al Transnistriei" sunt decorați militarii forțelor armate ale Republicii Moldovenești Nistrene, milițienii, grănicerii, militarii din trupele Ministerului Afacerilor Interne și alți cetățeni ai Republicii Moldovenești Nistrene. De asemenea, pot fi decorați și cetățenii altor state. 
3. Cu Medalia "Apărător al Transnistriei" sunt decorați cetățenii, care au dovedit curaj personal:
a) în luptele purtate cu inamicii patriei;
b) în protejarea frontierei de stat a Republicii Moldovenești Nistrene;
c) în îndeplinirea responsabilităților militare sub presiune, riscându-și viața.
4. Medalia "Apărător al Transnistriei" se poartă pe partea stângă a pieptului și când deținătorul are și alte decorații, este aranjată după toate ordinele.

## Descriere
Medalia "Apărător al Transnistriei" are formă de cerc cu diametrul de 32 mm și este confecționată din alamă. Fața și reversul medaliei au margini. Pe aversul medaliei, în centru, se află imprimată în relief statuia generalului Alexandr Suvorov din Tiraspol. Monumentul este flancat în partea de jos de două arme automate încrucișate și de ramuri de stejar și laur încrucișate, iar în partea de sus se află inscripția "Защитнику Приднестровья" ("Apărător al Transnistriei"). 
Reversul medaliei este neted și cuprinde inscripția în relief pe trei linii: "Приднестровская Молдавская Республика", primul cuvânt fiind dispus în arc de cerc în partea de sus, iar celelalte două pe două linii în mijlocul cercului. Toate imaginile și inscripțiile medaliei sunt convexe.
Medalia este prinsă printr-o ureche de o panglică pentagonală de mătase lucioasă de culoare roșie, având o lățime de 24 mm. În mijlocul panglicii se află o bandă longitudinală de culoare verde cu lățimea de 7 mm. Pe reversul panglicii se află o agrafă pentru prinderea decorației de haine.

## Persoane decorate
- Oleg Smirnov - deputat, fost lucrător în cadrul Ministerului Afacerilor Interne
- Viaceslav Kogut - primarul orașului Bender
- Ivan Ținik - șef al Administrației de Stat a raionului Grigoriopol